# Алдо Мануцио
Aldus Manutius (1449/50 - 6. фебруар 1515), латински од имена Алдо Мануцио (рођено име Теобалд Манучи; а понекад и Алдо Мануцио, старији да би га разликовали од његовог унука). Био је италијански штампар и оснивач Алдино Преса.

## Биографија
Учио је школе у Риму и Ферари где је савладао латински и грчки језик. Уз помоћ свог пријатеља из студентских дана, почиње да подучава чланове владарске породице Пико из регије Карпи (Модена). За узврат добија новчана средства и земљу у области Карпи да набави штампарску пресу. Мануцијева жеља је била да сачува грчку литературу од уништења. У потпуности је своје напоре у штампарству усмерио у том правцу. Од свих издатих и штампаних дела само три нису грчки класици.

### Венецијански период
Мануцио 1490. године одлази у Венецију где окупља око себе грчке ученике и краснописце. Куриозитет је био да је на његовом имању говорено на грчком. Чак су и предговори књига писани на грчком. Запошљавао је тридесет три грчка мајстора у једном периоду. Рад на књигама у Венецији може пратити по издањима, Аристотела - 1495. година, Аристофанове комедије 1498. године, Софокле и Херодот 1502. године, Ксенофонов Hellenics и Еурипид из 1503. године. Последњи познат рад је Демостен из 1504. године.

## Ученици
Током венецијанског периода Алда Мануца, познато је обучавање и јеромонаха Макарија. Јеромонах Макарије је касније свој рад наставио у штампарији Црнојевића на Ободу и касније на Цетињу и тамо одштампао прву књигу на српском и румунском језику.

## Венчање
Венчао се 1505. године са Маријом, ћерком Андреа Торезано из Асола. Торезано је већ купио штампарску пресу којом је руководио Николас Џенсон у Венецији. Женидбом је спојио две важне штампарије и издавачке куће тог доба.

## Заслуге
Алдо Мануцо је први креирао и применио Италик стил слова, и много година на то имао патент. Праве заслуге за тај изум припадају његовом слово-слагачу Франческу Грифу. Италик слова није користио за наглашавање текста, као што ми данас чинимо, већ за уједначену и компактну висину слова, која је довела до примене формата џепних књига.